# Schmalspurbahn Mügeln–Neichen
| Ausschnitt der Streckenkarte Sachsen von 1902 |                         |                                            |                                |
| Streckennummer: | 6967; sä. MN            |                                            |                                |
| Kursbuchstrecke (DB): | 502                     |                                            |                                |
| Kursbuchstrecke: | 145b (1934) 164f (1946) |                                            |                                |
| Streckenlänge: | 23,938 km               |                                            |                                |
| Spurweite: | 750 mm (Schmalspur)     |                                            |                                |
| Maximale Neigung: | 17 ‰                    |                                            |                                |
| Minimaler Radius: | 100 m                   |                                            |                                |
| Streckengeschwindigkeit: | 30 km/h                 |                                            |                                |
| |                         |                                            |                                |
| \| \| \| von Oschatz \| \| \| \| \| von Döbeln Hbf \| \| \| \| 0,00 \| Mügeln (b Oschatz) \| 148 m \| \| \| 0,82 \| Mügeln (b Oschatz) Stadt \| 148 m \| \| \| 1,34 \| Altmügeln \| 149 m \| \| \| 3,03 \| Nebitzschen \| 152 m \| \| \| \| nach Kroptewitz \| \| \| \| 4,61 \| Glossen (b Oschatz) \| 156 m \| \| \| 5,73 \| Gröppendorf \| 158 m \| \| \| 7,91 \| Mahlis \| 160 m \| \| \| 10,62 \| Reckwitz \| 163 m \| \| \| 11,30 \| Wermsdorf (b Oschatz) \| 167 m \| \| \| 14,34 \| Mutzschen \| 172 m \| \| \| 15,76 \| Böhlitz-Roda \| 154 m \| \| \| 17,35 \| Wagelwitz \| 147 m \| \| \| 18,87 \| Cannewitz \| 142 m \| \| \| 20,27 \| Denkwitz \| 137 m \| \| \| 21,78 \| Nerchau-Gornewitz \| 136 m \| \| \| 23,94 \| Neichen früher Nerchau-Trebsen \| Neichen früher Nerchau-Trebsen \| \| \| \| (Anschluss an Bahnstrecke Glauchau–Wurzen) \| \| |                         |                                            |                                |
| Strecke |                         | von Oschatz                                | von Oschatz                    |
| Abzweig geradeaus und ehemals von links |                         | von Döbeln Hbf                             | von Döbeln Hbf                 |
| Bahnhof | 0,00                    | Mügeln (b Oschatz)                         | 148 m                          |
| Haltepunkt / Haltestelle | 0,82                    | Mügeln (b Oschatz) Stadt                   | 148 m                          |
| Bahnhof | 1,34                    | Altmügeln                                  | 149 m                          |
| Bahnhof | 3,03                    | Nebitzschen                                | 152 m                          |
| Abzweig geradeaus und nach links |                         | nach Kroptewitz                            | nach Kroptewitz                |
| Kopfbahnhof Strecke ab hier außer Betrieb | 4,61                    | Glossen (b Oschatz)                        | 156 m                          |
| Haltepunkt / Haltestelle (Strecke außer Betrieb) | 5,73                    | Gröppendorf                                | 158 m                          |
| Haltepunkt / Haltestelle (Strecke außer Betrieb) | 7,91                    | Mahlis                                     | 160 m                          |
| Haltepunkt / Haltestelle (Strecke außer Betrieb) | 10,62                   | Reckwitz                                   | 163 m                          |
| Bahnhof (Strecke außer Betrieb) | 11,30                   | Wermsdorf (b Oschatz)                      | 167 m                          |
| Bahnhof (Strecke außer Betrieb) | 14,34                   | Mutzschen                                  | 172 m                          |
| Haltepunkt / Haltestelle (Strecke außer Betrieb) | 15,76                   | Böhlitz-Roda                               | 154 m                          |
| Haltepunkt / Haltestelle (Strecke außer Betrieb) | 17,35                   | Wagelwitz                                  | 147 m                          |
| Haltepunkt / Haltestelle (Strecke außer Betrieb) | 18,87                   | Cannewitz                                  | 142 m                          |
| Haltepunkt / Haltestelle (Strecke außer Betrieb) | 20,27                   | Denkwitz                                   | 137 m                          |
| Haltepunkt / Haltestelle (Strecke außer Betrieb) | 21,78                   | Nerchau-Gornewitz                          | 136 m                          |
| Kopfbahnhof Streckenende (Strecke außer Betrieb) | 23,94                   | Neichen früher Nerchau-Trebsen             | Neichen früher Nerchau-Trebsen |
| |                         | (Anschluss an Bahnstrecke Glauchau–Wurzen) |                                |

Die Schmalspurbahn Mügeln–Neichen ist eine sächsische Schmalspurbahn. Die 1888 eröffnete etwa 24 km lange Strecke verband Mügeln über Wermsdorf und Mutzschen mit Neichen. Sie diente vor allem dem Güterverkehr im landwirtschaftlichen geprägten Hügelland, hauptsächlich der Zuckerrübenernte. Auch der Ausflugsverkehr zum Horstsee hatte eine gewisse Bedeutung. Zwischen 1967 und 1972 wurde der Großteil der Strecke schrittweise stillgelegt, in Betrieb ist heute noch das Teilstück von Mügeln nach Glossen.

## Geschichte

### Bahnbau und Eröffnung
Unweit der waldreichen Gegend um Wermsdorf wurde von 1837 bis 1839 die Bahnstrecke Leipzig–Dresden eröffnet, in der Folgezeit entstanden weiteren Strecken, so von 1866 bis 1868 die Bahnstrecke Borsdorf–Coswig und von 1875 bis 1877 die Bahnstrecke Glauchau–Wurzen. Abseits der Strecken war die Verkehrsanbindung aber weiterhin schlecht. Immerhin hatte Wermsdorf den Vorteil, an einer im 18. Jahrhundert ausgebauten Poststraße zu liegen. Daher bestanden Verbindungen zum Bahnhof Luppa-Dahlen an der Fernbahn Leipzig–Dresden sowie nach Grimma und Oschatz. Bereits in den 1840er Jahren wünschte man sich in der Gegend eine Bahnanbindung, die Bestrebungen insbesondere in Mügeln wurden in den folgenden Jahrzehnten weiter fortgesetzt, allerdings zunächst noch ohne Erfolg. Erst mit der Bahnordnung für deutsche Eisenbahnen untergeordneter Bedeutung von 1878 erschien ein Bahnbau wirklich möglich, ab jetzt favorisierte man den Bahnbau als kostengünstige Schmalspurbahn. Das erste Dekret der sächsischen Regierung zum Bahnbau entstand 1879, wurde aber vom Sächsischen Landtag noch abgelehnt. Dem zweiten Dekret von 1881 über den Bau einer Strecke Oschatz–Mügeln–Döbeln wurde 1882 vom Landtag zugestimmt, eine Stichbahn von Mügeln nach Wermsdorf war dabei ebenfalls angedacht. Die Strecke Oschatz–Mügeln–Döbeln wurde 1884/1885 in zwei Abschnitten eröffnet. Der Bau der Schmalspurbahn über Wermsdorf wurde wenig später beschlossen.
Die Vermessungsarbeiten begannen im April 1885, dabei wurde bis Dezember 1885 die endgültige Trassenführung festgelegt. Als Anschlussbahnhof an der Strecke Glauchau–Wurzen wurde die Station Nerchau-Trebsen gewählt, zuvor stand auch Oelschütz zur Debatte. Nerchau-Trebsen lag näher an Grimma, während Oelschütz wegen der kürzeren Verbindung Richtung Leipzig/Wurzen als vorteilhaft angesehen wurde. Die eigentlichen Bauarbeiten begannen im November 1887, dafür wurde die Strecke in sechs Bauabschnitte eingeteilt, die von zwei Baubüros geleitet wurden. Als Baukosten waren für die 24 km lange Strecke etwa 1,7 Millionen Mark eingeplant.
Die Bauzeit betrug nur ein Jahr, als Eröffnungstermin war der 1. November 1888 vorgesehen, aber bereits vor diesem Termin wurde Verkehr durchgeführt. So wurde der Personenverkehr zwischen Mügeln und Altmügeln zum Altmügelner Stoppelmarkt im September 1888 mit zahlreichen Sonderzügen aufgenommen. Ab dem 27. September 1888 verkehrten zwischen Mahlis und Mügeln auf Drängen der großen landwirtschaftlichen Betriebe bereits Güterzuge zur Zuckerrübenabfuhr. Die feierliche Gesamteröffnung fand am 1. November 1888 statt.

### Bis zum Ende des Zweiten Weltkriegs
Betriebliches Zentrum der Strecke bildete der Bahnhof Wermsdorf, wo sich auch die Bahnverwalterei befand. Nur das kurze Stücke bis Altmügeln unterstand der Bahnverwalterei Mügeln. Insbesondere der Güterverkehr entwickelte sich positiv. Da die Kemlitzer Kaolingruben vor allem in Nebitzschen verluden, wurde um 1900 von zahlreichen Anliegergemeinden eine Umspurung auf Normalspur gefordert. Dies wurde von der Staatsregierung aber kategorisch abgelehnt, so entstand zur besseren Anbindung der Kaolingruben lediglich die nur dem Güterverkehr dienende Schmalspurbahn Nebitzschen–Kroptewitz. Die 1903 eröffnete Strecke unterstand ebenfalls dem Bahnverwalter in Wermsdorf.
Im Ersten Weltkrieg wurden durch Personalmangel insbesondere auf dem Abschnitt Wermsdorf–Neichen zahlreiche Zugpaare aus dem Fahrplan gestrichen. Die Bahnverwalterei Wermsdorf wurde am 1. März 1924 aufgelöst und der Bahnverwalterei Mügeln unterstellt. Diese wurde wiederum 1927 aufgelöst. In den 1920er und 1930er Jahren befasste man sich nochmals mit der Umspurung auf Normalspur, allerdings sah man die Lösung der Verkehrsprobleme mit dem Bau der Autobahn 14 – die in der Nähe der Bahnstrecke verlief – als vollkommen ausreichend an. Weitere Anstrengungen zur Verbesserung der Verkehrssituation wurden nicht unternommen.
Im Laufe des Zweiten Weltkriegs wurde der Fahrplan schrittweise immer mehr ausgedünnt, an den Fahrzeiten änderte sich vorerst nichts. Bis 1945 blieb die Bahn bis auf die übliche Verdunkelung von Kriegsauswirkungen verschont. Am 14. April 1945 kam es zu einem Luftangriff auf den Bahnhof Glossen, wobei mehrere Personen starben. Von Mitte April bis Anfang Mai 1945 wurde die Region sowohl von amerikanischen als auch von sowjetischen Truppen besetzt. Der Zugverkehr kam daraufhin völlig zum Erliegen. Noch vor Kriegsende zogen sich die amerikanischen Truppen bis hinter die Mulde zurück, das Gebiet lag damit völlig unter sowjetischer Besatzung.

### Kurze Blütezeit, Stilllegung und Zukunft

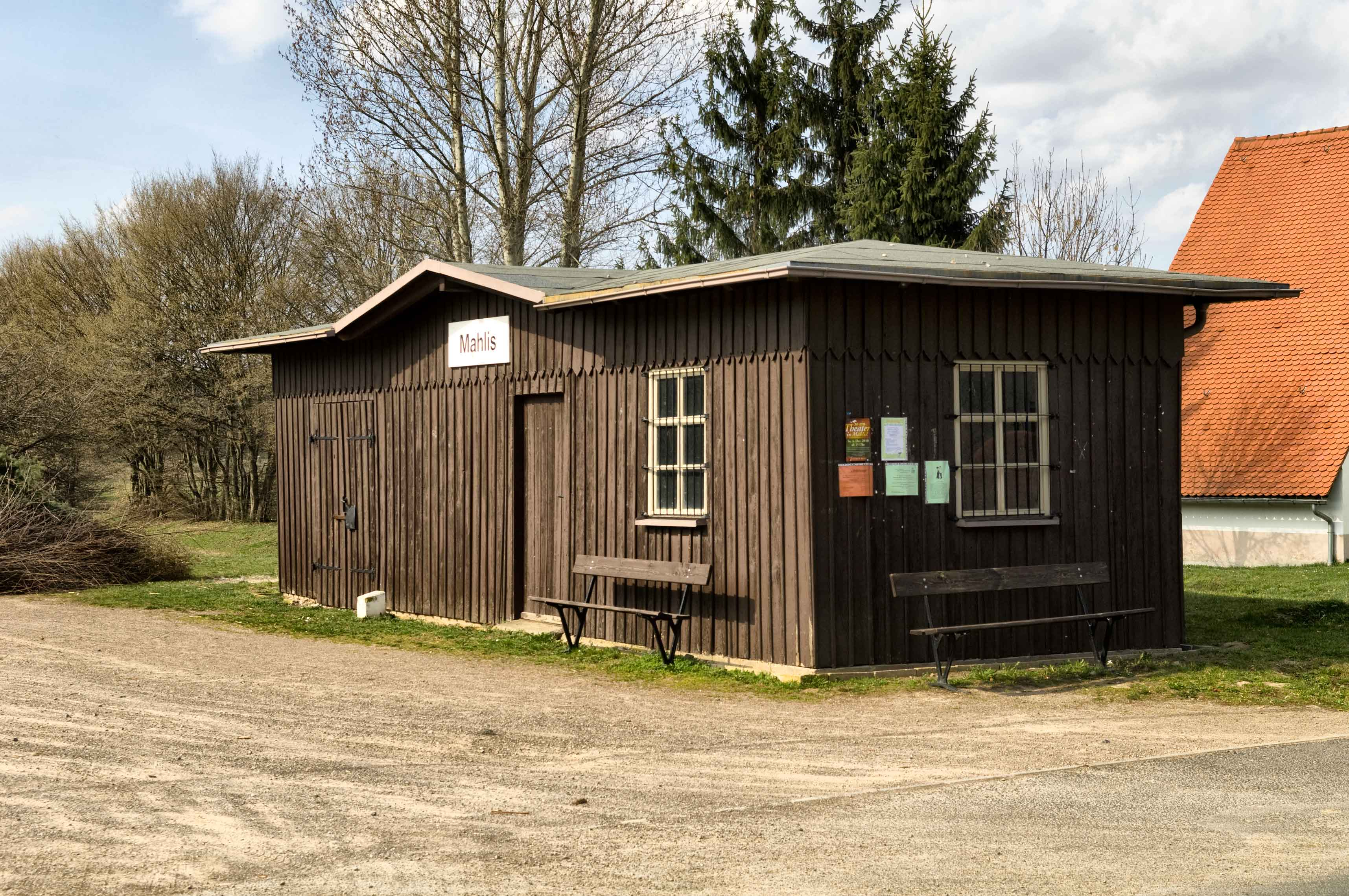
Bahnhof Mahlis (2011)

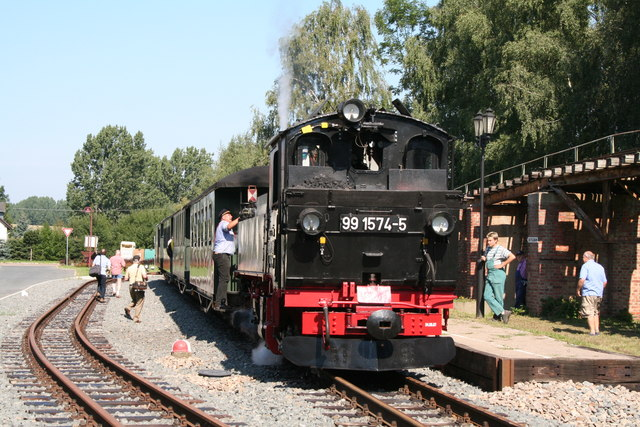
Reisezug im wiederaufgebauten Bahnhof Glossen (2007)

Bereits kurz nach Kriegsende wurde der Betrieb wieder aufgenommen, vorerst nur mit wenigen Zügen. Schrittweise normalisierte sich der Verkehr wieder. Bestanden anfangs das Verkehrsaufkommen vor allem aus Hamsterern, so erlebte die Bahn ab spätestens 1947 eine kurze Blütezeit. Wie immer wurden vor allem Brennstoffe und landwirtschaftliche Güter befördert. Von einer erneuten Steigerung des Verkehrsaufkommens im Mügelner Netz ab 1957 profitierte der Abschnitt Nebitzschen–Neichen nicht mehr so sehr. Größere Verkehrsleistungen wurden nur noch während der Zuckerrübenernte im Herbst eines jeden Jahres erbracht.
Ab 1967 wurde der Verkehr auf der Strecke schrittweise reduziert. Am 28. August 1967 wurde der Reisezugverkehr zwischen Wermsdorf und Neichen eingestellt. Am 1. Juli 1968 endete dort auch der Güterverkehr, der Bahnhof Mutzschen wurde noch bis 1970 bedient. 1972 verkehrten die letzten Reisezüge zwischen Mügeln und Wermsdorf, wenig später wurde auch dieser Abschnitt stillgelegt. Für den Güterverkehr blieb der Abschnitt Mügeln–Nebitzschen als Teil der Verbindung Oschatz–Kemmlitz weiter in Betrieb.
Die Deutsche Reichsbahn übergab die noch vorhandene Strecke Mügeln–Nebitzschen im November 1993 an die neu gegründete private Bahngesellschaft Döllnitzbahn. Diese war 1993 auf Initiative des Landkreises Oschatz und des Fahrgastverbandes Pro Bahn gegründet worden. 1995 wurde durch die Döllnitzbahn der Reisezugverkehr bis Altmügeln wieder aufgenommen. Zunächst verkehrten die Züge nur für den Schülerverkehr, später wurde auch ein regelmäßiger Verkehr an Werktagen eingeführt. Allerdings 2001 wurde der restliche Güterverkehr gänzlich aufgegeben.
Ende der 1990er Jahre bestand das Vorhaben, die 1972 demontierte Strecke bis Wermsdorf wieder aufzubauen. Dafür wurde sogar eine Spendenaktion ins Leben gerufen. Es gelang jedoch nicht, die dafür benötigten finanziellen Mittel einzuwerben. Völlig ungeklärt war in diesem Zusammenhang eine nötig gewesene Neutrassierung bei Wermsdorf, da dort ein Teil der ursprünglichen Trasse heute unter dem Wasserspiegel der Talsperre Wermsdorf liegt. In den Jahren 2005 und 2006 wurde das Gleis zwischen Nebitzschen und Glossen mit europäischen Fördermitteln für den Museumszugverkehr wieder aufgebaut. Am 21. April 2006 wurde dieser Abschnitt wieder eröffnet und dient auch dem Schülerverkehr von und nach dem Gymnasium in Oschatz. Künftig soll dieser Abschnitt der touristischen Erschließung verschiedener Restlöcher des Kaolinbergbaus dienen. Die Döllnitzbahn GmbH erklärte im Jahr 2014, sie erwäge, die stillgelegte Strecke von Glossen nach Wermsdorf wieder aufzubauen. Die Strecke würde am neu zu errichtenden Bahnhof Wermsdorf/Döllnitz-Stausee enden.

## Fahrzeugeinsatz
In den Anfangsjahren kamen zunächst die dreifach gekuppelten I K-Lokomotiven auf der Strecke zum Einsatz. Später wurde der Zugverkehr auch von der sächsischen Gattung III K bewältigt. Ab der Jahrhundertwende kam die leistungsstärkere Gattung IV K (DR-Baureihe 99.51-60) zum Einsatz.
Der Güterverkehr wurde anfangs mit Schmalspurgüterwagen abgewickelt, später wurde auch der Rollfahrzeugverkehr eingeführt. Die eingesetzten Wagen entsprachen den allgemeinen sächsischen Bau- und Beschaffungsvorschriften für die Schmalspurbahnen und konnten daher freizügig mit Fahrzeugen anderer sächsischer Schmalspurstrecken getauscht werden.